# 음력 8월 13일
음력 8월 13일은 음력 8월의 13번째 날이다.

## 문화
- 2009년 - 부산 도시철도 2호선 부산대양산캠퍼스역 개통.

## 탄생
- 1711년 - 청나라의 제 6대 황제 건륭제.
- 1923년 - 대한민국의 기업인 정태수.
- 1991년 - 대한민국의 야구인 박종훈.

## 같이 보기
- 음력 360일: 1월 2월 3월 4월 5월 6월 7월 8월 9월 10월 11월 12월
- 전날:8월 12일 다음날:8월 14일 - 전달:7월 13일 다음달:9월 13일
- 양력:8월 13일
- 음력, 윤달